# Падуанська війна

Падуанська війна — конфлікт 1404–1405 років між Венеційською республікою та Падуанською сеньйорією Каррарської династії.

## Історія
У вакуумі влади, спричиненому смертю герцога Міланського Джана Галеаццо Вісконті в 1402 році, Франческо II Каррарський намагався підпорядкувати собі міста у Венето, які до того утримували війська Вісконті. У березні 1404 року міланська герцогиня Катерина Вісконті, регентша свого малолітнього сина Джованні Марія, звернулась по допомогу до венеційського дожа Мікеле Стено, за що пообіцяла віддати Венеційській республіці Верону і Віченцу, які тоді перебували в облозі військами Франческо II. Агресивні плани Франческо II стривожили Венеційську республіку, яка вирішила підтримати Мілан і вперше прийняла політику прямого втручання у справи країн материкової Італії. 
Не злякавшись, 27 березня 1404 року Франческо об’єднався з Гульєльмо делла Скала, з династії колишніх веронських володарів Скалігерів, з метою захопити міланські Верону та Віченцу. Першу планувалось повернути Скалігерам, а друга мала перейти під владу роду Каррара. Верона була захоплена 8 квітня, і через два дні Гульєльмо делла Скала був проголошений її володарем. Здобувши Верону, Франческо зосередив свою увагу на облозі Віченци.
Замість того, щоб бути захопленою Франческо, Віченца вирішила прийняти протекторат Венеції. Венеція поспішила прийняти покору міста і послала символічне військо з 25 арбалетників, які увійшли в місто 25 квітня 1404 року. Через кілька днів надійшли більші сили на чолі із венеційським патрицієм Джакомо Соріано. Неохоче Франческо був змушений підкоритися венеційській вимозі та зняти свої війська з облоги. Тим часом у Вероні 15 квітня несподівано помер Гульєльмо делла Скала, а 25 травня 1404 року Франческо скинув двох синів Гульєльмо, заарештував їх та оголосив володарем Верони себе.
Послідувала масова мобілізація військового потенціалу Венеційської республіки, до літа була зібрана армія чисельністю 20 000 або більше чоловік. Венеційська армія на чолі з кондотьєром Маталеста IV підкорила собі Беллуно (18 травня 1404 року), Бассано (10 червня) і Фельтре (15 червня). Перша битва війни під Ліменою 25 вересня 1404 року завершилась перемогою падуансько-феррарських сил, що призвело до звільнення Малатести та призначення венеційським генерал-капітаном кондотьєра Паоло Савеллі. Венеція швидко оговталася і в жовтні розпочала атаки в трьох напрямках одночасно: Верона була взята в облогу, Ровіго і Полесині були захоплені, і наприкінці грудня війська Савеллі підійшли до воріт самої Падуї.
Навесні 1405 року становище каррарців почало швидко погіршуватися: Нікколо III д'Есте вивів Феррару з війни, а 22 червня 1505 року збунтувалася Верона, яка здалася венеційській армії.
17 листопада 1405 року під контроль венеційців остаточно перейшла Падуя. Після венеційської перемоги володіння Каррара були включені до складу Венеційської держави, що поклало початок експансії Венеції у материковій частині Італії, а членів родини Каррара було страчено.